# 基恩鎮區 (明尼蘇達州克萊縣)
基恩鎮區（英語：Keene Township）是位於美國明尼蘇達州克萊縣的一個行政鎮區。

## 地方資料
基恩鎮區的面積為84.30平方千米，當中陸地面積為83.80平方千米，而水域面積為0.50平方千米。根據2020年美國人口普查的數據，當地共有人口153人，而人口密度為每平方千米1.81人。